# Lente progresiva

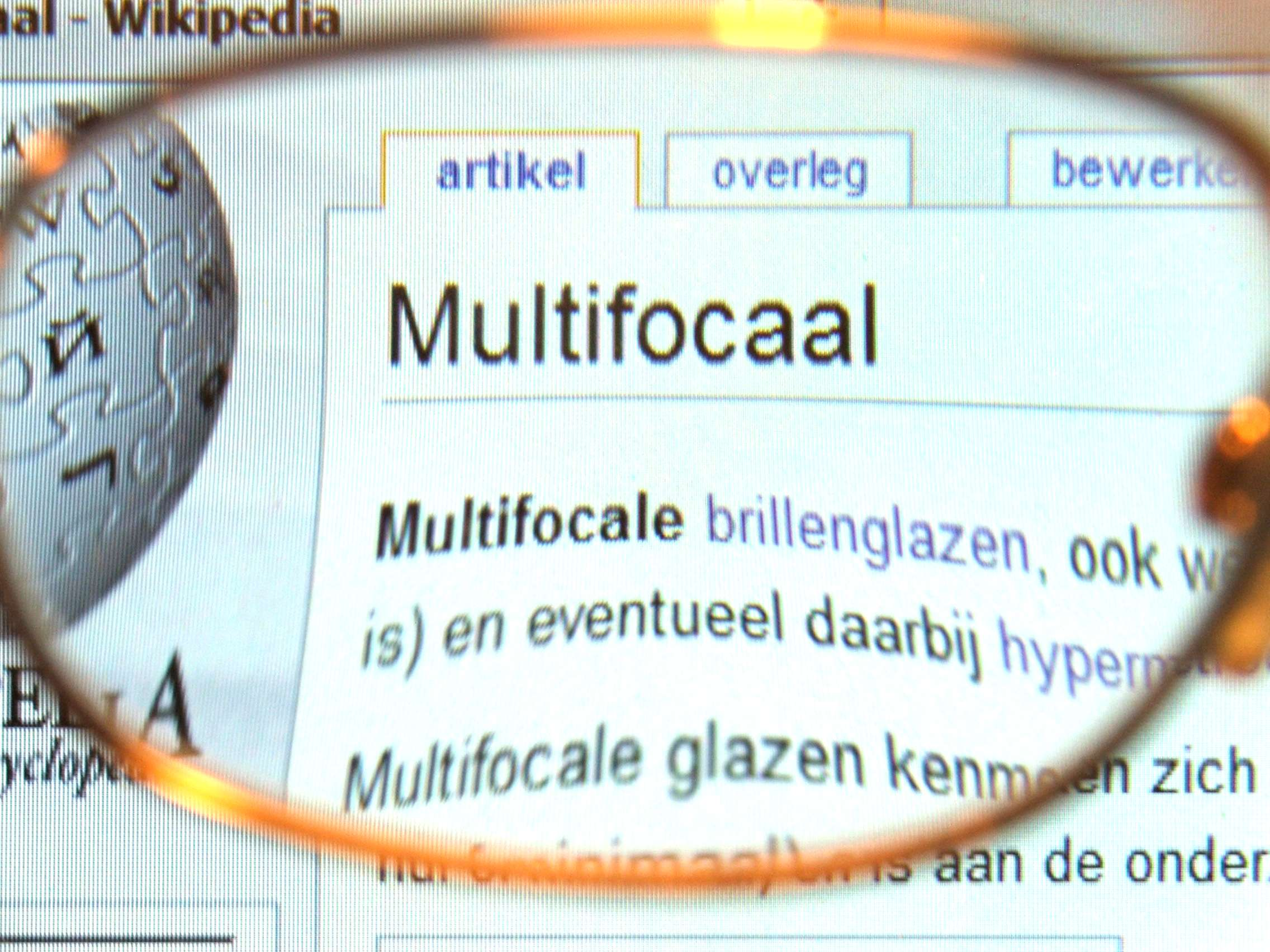
Imagen vista a través de una lente progresiva

Una  lente progresiva  se utiliza para corregir la presbicia y otros vicios de refracción de los ojos. Se utiliza en gafas correctoras estándar, y también en el caso de corrección con lentes de contacto. La lente se divide en zonas con distinto nivel de dioptrías (progresivamente sin un salto brusco entre ellas) - la parte superior se dedica para  ver a distancia , y la parte inferior es utilizada para  ver de cerca . Las zonas pasan despacio (progresivamente) de una graduación a otra, y teniendo en cuenta la rotación natural (convergencia) de los ojos cuando se mira a diferentes distancias, se llega a ajustar automáticamente.
La diferencia de potencia óptica se puede ajustar de forma individual en casos de presbicia, lo que significa que en ocasiones extremas puede llegar a una diferencia de 3 dioptrías.

## Deformación de la imagen
La fotografía muestra la gran deformación de la imagen visualizada a través de la lente. Sin embargo, bajo condiciones normales de uso para el campo de visión y el campo principal de percepción es mucho más estrecho. Esto significa que la luz que incide sobre la Mácula retinal pasa a través de un área muy pequeña de la lente, de modo que el usuario no observa la distorsión.

## Solución ordenadores-presbicia
Mediante el uso de lentes progresivas se solucionan algunos problemas experimentados, a media distancia, por parte de los usuarios de ordenadores o computadoras que emplean lentes bifocales. Aunque la mayor parte de los materiales de lectura se distinguen fácilmente con las lentes bifocales, teniendo en cuenta que los monitores de ordenador se sitúan en general a una distancia suficientemente cerca de los usuarios (unos 40 cm), hace falta usar la parte de la lente que corrige la presbicia, es decir el tercio inferior. Para enfocar bien la pantalla el usuario debe levantar la cabeza hacia arriba con un ángulo molesto, en cambio con las progresivas, al tener una graduación intermedia, puede hacerlo con un ángulo mucho más pequeño.

## Problemas con la presbicia
Las gafas progresivas varían entre dos graduaciones: desde una para ver de lejos hasta otra para ver de cerca (a unos 20 cm, distancia de lectura en el caso de la presbicia), esta parte de la lente, que es la parte inferior, desenfoca la imagen observada a través del ángulo inferior de visión, afectando a la capacidad de juzgar la distancia y la altura de los escalones o de las superficies irregulares sobre las que se intenta andar.
Hay pruebas de que el hecho de andar, llevando puestas las lentes bifocales, trifocales o varifocales, aumenta el riesgo de caídas en una persona con presbicia (normalmente a partir de cierta edad), en comparación con la misma persona llevando puestas unas lentes de una sola graduación (que no están graduadas para leer). Esto ocurre por estar los pies de una persona al andar, a una distancia muy superior a la distancia de lectura para la que han sido calibradas las lentes.

## Nota
1. ↑  IZOPTYKA diario JZO, mayo de 2007. una lente de ojo corrección dinámica (en polaco). Consultado el 14 de noviembre de 2008.
2. ↑  lentes progresivos (en polaco). Archivado desde zdrowie.med.pl/soczewki/soczewki13.html el original el 20 de octubre de 2007.
3. ↑  pere Kasjaniuk, IZOPTYKA diario JZO, junio de 2006. progresiva revisión de diseño de la lente (en polaco). Consultado el 14 de noviembre de 2008.
4. ↑  Adam Darowski (19 de junio de 2008). Falls. OUP Oxford. pp. 25-. ISBN 978-0-19-954128-7.
5. ↑  Henry Woodford (2010). Essential Geriatrics. Radcliffe Publishing. pp. 305-. ISBN 978-1-84619-426-9.